# Гірський марш
«Гірський марш» — радянський пропагандистський драматично-історичний художній фільм 1939 року, знятий режисерами Степаном Кеворковим і Ваганом Бадаляном на кіностудії «Вірменкіно».

## Сюжет
До маленького вірменського містечка дісталися події Жовтневої революції. Мешканці села стають борцями за революцію та віддають за неї своє життя. Селянин-гончар, який ненавидів тюрка Мустафу, що розбив його найкращі глечики, наступного дня йде в бій пліч-о-пліч зі своїм вчорашнім ворогом-тюрком і готовий, захищаючи його, віддати своє життя. Старий провінційний лікар Аветисян, який «принципово» не займався політикою, йде з більшовицьким загоном в гори й там гине, захищаючи радянську Вірменію. Мати сімейства — Асмік, яка лаяла чоловіка за те, що він втручається не у свої справи, стає полум'яним оратором і кличе народ до повстання.

## У ролях
- Вагарш Вагаршян — лікар Аветисян
- Авет Аветисян — Амо, ватажок банди маузеристів
- Григорій Аветян — Огана-амі, наївний хлібороб
- Орі Буніатян — Левон
- Тагуї Асмік — Асмік
- Давид Малян — Вардан
- Гурген Габриєлян — гончар
- Ваче Багратуні — Рубен
- Лев Мсрлян — Арамян
- Самвел Мкртчян — Даниєлян
- Р. Степанян — Мустафа
- Леонід Чембарський — Дабахов
- Григорій Маркарян — Одноокий
- Ніна Алтунян — Маро
- Юніс Нурі — Гасан
- Гаррі Мушегян — Аршак
- Мурад Костанян — перукар
- Хачатур Абрамян — маузерист
- Михайло Гарагаш — маузерист
- Арам Амірбекян — скрипач і продавець

## Знімальна група
- Режисери — Степан Кеворков, Ваган Бадалян
- Сценаристи — Степан Кеворков, Микола Абрамов
- Оператори — Гарегін Арамян, Гаруш Гарош
- Композитор — Ашот Сатян
- Художники — Віктор Аден, Сергій Сафарян